# Ptak (Tatry)
Ptak (niem. Voge, słow. Vták, węg. Madár, Ptak>) – charakterystyczna w kształcie turnia o wysokości około 2135 m w długiej wschodniej grani Świnicy w polskich Tatrach Wysokich. Znajduje się w grupie Buczynowych Turni, pomiędzy Wyżnią Przełączką pod Ptakiem (ok. 2125 m) a Przełączką pod Ptakiem (2103 m). Turnia została nazwana tak z uwagi na swój charakterystyczny kształt przypominający wyglądem głowę ptaka, dawniej nazywano ją też Piórem.
Na północ Ptak opada pionową ścianą do Zadnich Usypów w dolinie Pańszczycy, na południe ścianą, a niżej urwiskiem do Żlebu pod Krzyżnem. Poniżej tej ściany stromymi południowymi stokami Ptaka poprowadzono szlak Orlej Perci.
Pierwsze znane wejścia:
- Kazimierz Schiele, lipiec 1907 r. – letnie,
- Henryk Bednarski, Józef Lesiecki, Mariusz Zaruski i Stanisław Zdyb, 4 marca 1910 r. – zimowe[5].

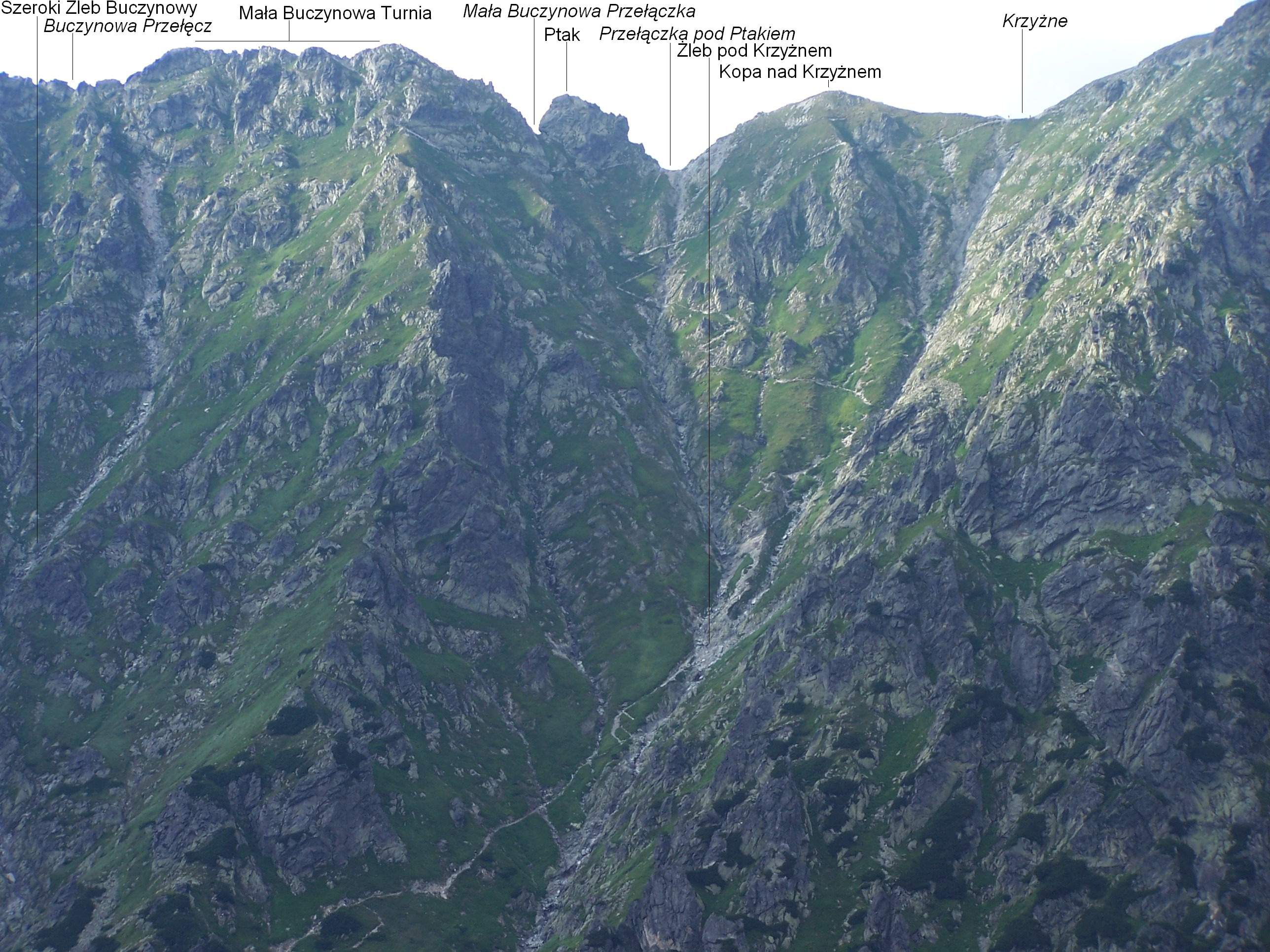
Widok ze Świstowej Kopy

## Taternictwo
Na Ptaku i w jego rejonie taternicy dawniej poprowadzili kilka dróg wspinaczkowych:
- Z Wyżniej Przełączki pod Ptakiem obchodząc grań; I stopień trudności w skali tatrzańskiej, czas przejścia 3 min,
- Z Wyżniej Przełączki pod Ptakiem zachodnią granią; II, 5 min,
- Północno-zachodnią ścianą; III, krucha ściana, 45 min,
- Wschodnią granią; II, 10 min,
- Od południa; I, II, 5 min[2].

Obecnie wspinaczka w tym rejonie jest zabroniona.